# Noticias (diario de Argentina)
Noticias sobre todo lo que pasa en el mundo fue un diario de Argentina vinculado a la organización guerrillera Montoneros, que apareció a la venta entre noviembre de 1973 y agosto de 1974, dirigido por un equipo del cual Miguel Bonasso era la cara visible.  El diario duró nueve meses y llegó a vender unos 180 mil ejemplares. Fue clausurado el 27 de agosto de 1974 por un decreto firmado por María Estela de Perón.

## Historia
En los tempranos años '70 dos matutinos se destacaban por razones opuestas: Crónica y La Opinión. El de Héctor Ricardo García, líder en las clases trabajadoras, se ubicaba en los antípodas del periodismo de interpretación del de Jacobo Timerman. Ambos modelos fueron tomados como referencia para Noticias. Junto con un conjunto de antecedentes, tanto de la prensa popular (Crónica, y por eso el anterior, Crítica) como de la alternativa que resistió a la represión desde 1955.

## Equipo
Entre los directivos del diario, además de Bonasso, figuraban otros cinco intelectuales destacados: Juan Gelman, jefe de Redacción, Rodolfo Walsh, a cargo de la sección Policiales, Horacio Verbitsky, jefe de Política; Francisco Urondo, secretario de Redacción, lugar reservado para el comisario político de Montoneros, hasta que fue reemplazado por Norberto Habegger.
Entre sus periodistas se encontraban Silvia Rudni o Alicia Raboy, Pablo Piacentini, Pablo Giussani, Zelmar Michelini, Sylvina Walger, Martín Caparrós, Carlos Ulanovsky, Leopoldo Moreau, Luis Arana. El diseño fue realizado por el plástico Carlos Smoje.